# رومیک خاچاتریان
رومیک هاکوبی خاچاتریان (ارمنی: Ռոմիկ Հակոբի Խաչատրյան؛ زادهٔ ۲۳ اوت ۱۹۷۸) یک بازیکن فوتبال در پست هافبک اهل ارمنستان است.

## باشگاهی
از باشگاه‌هایی که در آن بازی کرده‌است می‌توان به کیلیکیا، اسپارتاک ایروان، المپیاکوس نیکوزیا، آپوئل، المپیاکوس نیکوزیا، OFI Heraklion، پیونیک، باشگاه فوتبال آنورتوسیس فاماگوستا، Unirea Urziceni, Universitatea Cluj-Napoca , APOP Kinyras Peyias، بانانتس، گاندزاسار، AEP Paphos, Omonia Aradippou و لوکوموتیو تاشکند اشاره کرد.

## تیم ملی
وی همچنین در تیم ملی فوتبال ارمنستان بازی کرده‌است. خاچاتریان نخستین بازی ملی خود را که یک بازی دوستانه بود در تاریخ ۳۰ مارس ۱۹۹۷ در تفلیس در مقابل گرجستان انجام داد. وی در دقیقه ۶۰ این بازی جایگزین آرتور پتروسیان شد.

### آمارهای تیم ملی
| تیم ملی فوتبال ارمنستان | تیم ملی فوتبال ارمنستان | تیم ملی فوتبال ارمنستان |
| سال                     | حضورها                  | گل‌ها                    |
| ----------------------- | ----------------------- | ----------------------- |
| ۱۹۹۷                    | ۱                       | ۰                       |
| ۱۹۹۸                    | ۰                       | ۰                       |
| ۱۹۹۹                    | ۴                       | ۰                       |
| ۲۰۰۰                    | ۹                       | ۰                       |
| ۲۰۰۱                    | ۶                       | ۰                       |
| ۲۰۰۲                    | ۲                       | ۰                       |
| ۲۰۰۳                    | ۶                       | ۰                       |
| ۲۰۰۴                    | ۷                       | ۰                       |
| ۲۰۰۵                    | ۸                       | ۱                       |
| ۲۰۰۶                    | ۲                       | ۰                       |
| ۲۰۰۷                    | ۶                       | ۰                       |
| ۲۰۰۸                    | ۳                       | ۰                       |
| مجموعاً                  | ۵۴                      | ۱                       |

## افتخارات

### باشگاهی
پیونیک
- لیگ برتر فوتبال ارمنستان (۲): ۱۹۹۵–۹۶, ۱۹۹۶–۹۷
- جام استقلال ارمنستان (۱): ۱۹۹۶
- سوپر جام فوتبال ارمنستان (۱): ۱۹۹۷
- جام استقلال ارمنستان نایب قهرمان (۱): ۱۹۹۷

 اسپارتاک ایروان
- لیگ برتر فوتبال ارمنستان مقام سوم (۱): ۱۹۹۹
- جام استقلال ارمنستان (۱): ۱۹۹۹
- سوپر جام فوتبال ارمنستان نایب قهرمان (۱): ۱۹۹۹

 بانانتس
- جام استقلال ارمنستان نایب قهرمان (۱): ۲۰۰۸

 Olympiakos Nicosia
- لیگ دسته اول فوتبال قبرس نایب قهرمان (۱): ۲۰۰۰–۰۱

 آپوئل
- سوپر جام فوتبال قبرس (۱): ۲۰۰۲

 باشگاه فوتبال آنورتوسیس فاماگوستا
- جام حذفی فوتبال قبرس (۱): ۲۰۰۶–۰۷